# Aleksandr Smoljar
Aleksandr Aleksandrovič Smoljar (in russo Александр Александрович Смоляр?; Južno-Sachalinsk, 19 luglio 2001) è un pilota automobilistico russo, ha corso dal 2020 al 2022 nel campionato internazionale di Formula 3 raccogliendo tre vittorie e un totale di otto podi.

## Carriera

### Formula 4
Nel 2017 esordisce in monoposto con il supporto del team russo SMP Racing, corre il campionato russo di Formula 4 e il campionato di Formula 4 spagnolo. Nel primo conquista 11 podi ma nessuna vittoria e chiude al terzo posto in classifica, mentre nel secondo vince otto gare sulle venti disputate e arriva secondo in classifica finale, dietro a Christian Lundgaard.

### Formula Renault
Nei due anni successivi il pilota russo ha corso in Formula Renault Eurocup con il team Tech 1 Racing. Il primo anno non coglie ottimi risultati, mentre nel 2019 cambia team, passando alla R-ace GP. Vince subito la prima gara della stagione a Monza. Si ripete vincendo la gara 2 sul Circuito di Monaco e vince la sua terza gara all'Hockenheimring in Germania. Conclude il campionato in terza posizione dietro a Oscar Piastri e Victor Martins.

### Formula 3

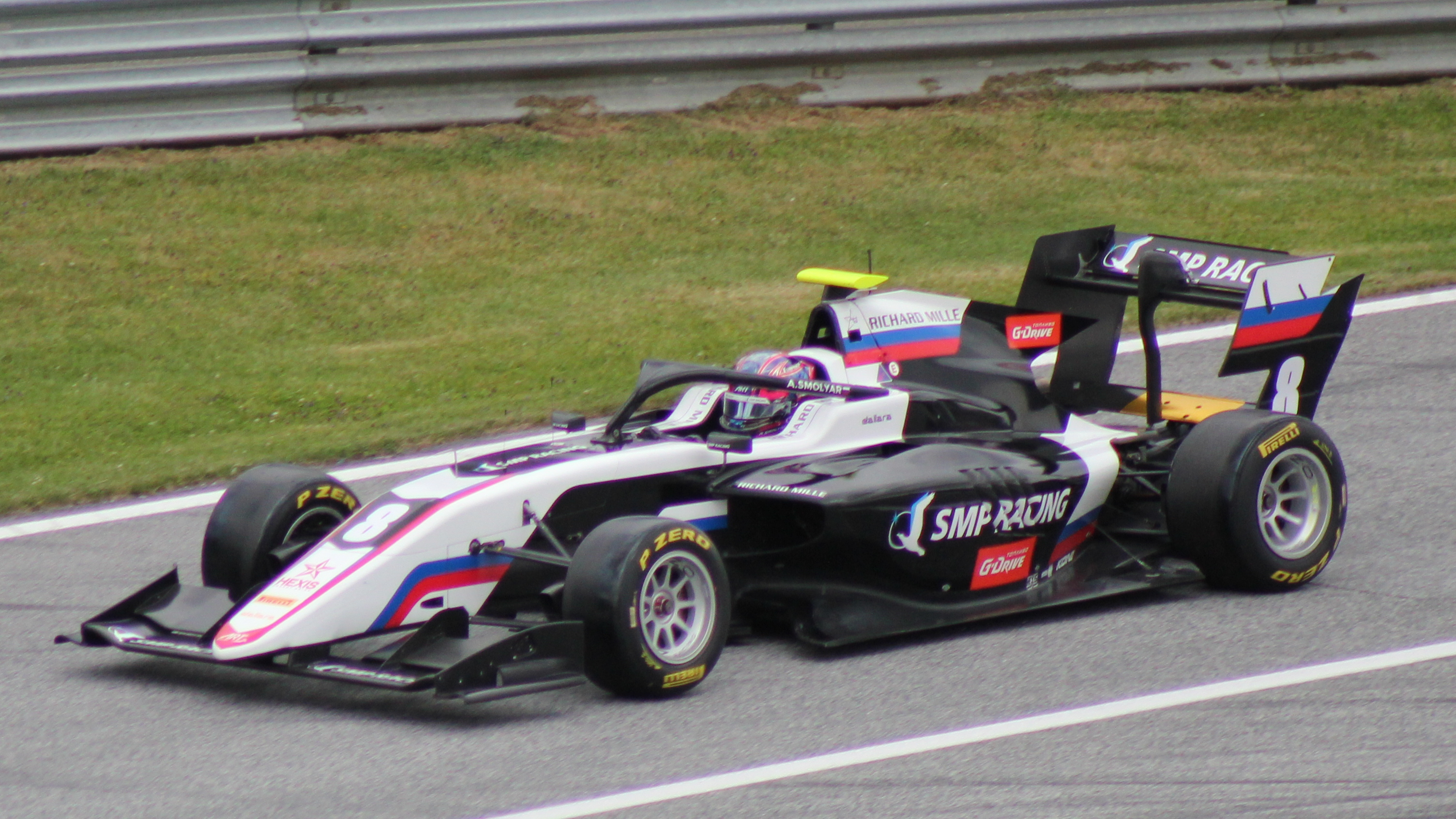
Smolyar nel 2021 con il team ART Grand Prix

Nel 2020 Smolyar cambia categoria e team, passa alla Formula 3 con il team ART Grand Prix. Conquista la prima pole position nella categoria in Ungheria in nella gara è costretto al ritiro. Il primo podio arriva con un terzo posto nella sprint race di Monza. Conclude la stagione all'undicesimo posto con 59 punti.
Nel 2021 viene confermato ancora dal team francese insieme a Frederik Vesti e Juan Manuel Correa. Nel primo giorno dei test pre stagionali tenuti al Red Bull Ring, Smolyar fa segnare il miglior tempo di giornata. Nella prima gara stagionale a Barcellona riesce a conquistare la sua prima vittoria nella categoria davanti al francese Clément Novalak. Ritorna alla vittoria al Paul Ricard, dopo una gara molto combattuta con il francese Victor Martins. Oltre le due vittorie conquista due terzi posti e chiude la stagione al sesto posto in classifica piloti.

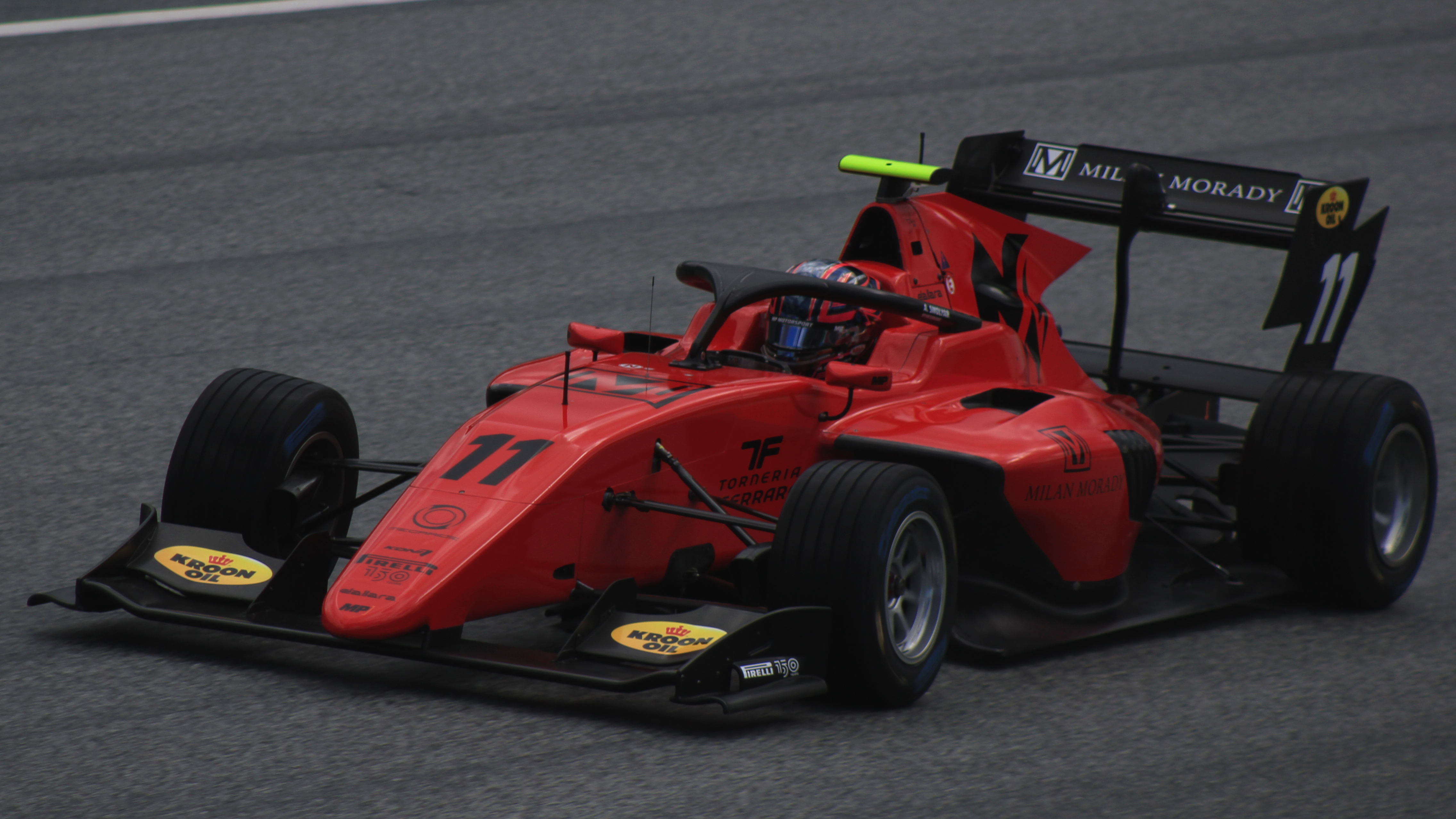
Smolyar nel 2022 alla guida della Dallara F3 2019 del team MP Motorsport

Nel 2022 rimane in Formula 3, lascia l'ART GP e passa al team olandese MP Motorsport. A causa del divieto degli emblemi nazionali russi a seguito dell'invasione russa dell'Ucraina è costretto a correre da atleta neutrale utilizzando la bandiera della Federazione Internazionale dell'Automobile. Il 10 marzo la SMP Racing viste le sanzioni ricevute, decide di non partecipare alle competizioni automobilistiche e Smoljar di conseguenza non prenderà parte al campionato di Formula 3, ma prima del esordio in Bahrein, il russo torna sui suoi passi e decide di correre. Per il round di Silverstone il pilota russo non è stato in grado di ottenere il visto per entrare nel Regno Unito, per questo il team deve sostituirlo con Filip Ugran. Dalla seconda metà della stagione i risultati migliorano, ottiene due podi consecutivi, la vittoria al Hungaroring e il terzo posto a Spa ma non basta a migliorare il risultato finale del anno precedente, Smoljar chiude nono in classifica finale.

### Dopo la Formula 3
Dopo tre stagioni di Formula 3, Smoljar, visto la mancanza di sponsor dovuta i divieti verso la Russia, torna a correre in patria. 

## Risultati

### Riassunto della Carriera
| Stagione | Serie                         | Team                   | Gare | Vittorie | Pole | G\V | Podi | Punti | Pos. |
| -------- | ----------------------------- | ---------------------- | ---- | -------- | ---- | --- | ---- | ----- | ---- |
| 2017     | SMP F4 NEZ                    | SMP Racing             | 21   | 0        | 2    | 0   | 11   | 217   | 3°   |
| 2017     | F4 spagnola                   | SMP Racing             | 20   | 8        | 4    | 3   | 15   | 294   | 2°   |
| 2018     | Formula Renault Eurocup       | Tech 1 Racing          | 20   | 0        | 0    | 0   | 0    | 57    | 12°  |
| 2018     | Formula Renault NEC           | Tech 1 Racing          | 10   | 0        | 0    | 0   | 0    | 18    | 17°  |
| 2019     | Formula Renault Eurocup       | R-ace GP               | 20   | 3        | 2    | 4   | 10   | 255   | 3°   |
| 2020     | Formula 3                     | ART Grand Prix         | 18   | 0        | 1    | 0   | 1    | 59    | 11°  |
| 2021     | Formula 3                     | ART Grand Prix         | 20   | 2        | 0    | 2   | 4    | 107   | 6°   |
| 2022     | Formula 3                     | MP Motorsport          | 18   | 1        | 2    | 1   | 3    | 76    | 9°   |
| 2023     | Russian Circuit Racing Series | Lukoil Racing Team     | 12   | 2        | 1    | 2   | 8    | 266   | 3°   |
| 2023     | Trofeo Medio Oriente - 992    | SMP Racing             | 1    | 0        | 1    | 0   | 0    | 0     | NC†  |
| 2024     | Russian Circuit Racing Series | Lukoil Racing SPM Team | 4    | 0        | 0    | 0   | 2    | 71*   |      |

* Stagione in corso.

### Risultati nella Formula Renault Eurocup
(legenda) (Le gare in grassetto indicano la pole position) (Le gare in corsivo indicano Gpv)
| Stagione | Team          | 1   | 2   | 3   | 4   | 5   | 6   | 7   | 8   | 9   | 10  | 11  | 12  | 13  | 14  | 15  | 16  | 17  | 18  | 19  | 20  | Punti | Pos. |
| -------- | ------------- | --- | --- | --- | --- | --- | --- | --- | --- | --- | --- | --- | --- | --- | --- | --- | --- | --- | --- | --- | --- | ----- | ---- |
| 2018     | Tech 1 Racing | LEC | LEC | MNZ | MNZ | SIL | SIL | MON | MON | RBR | RBR | SPA | SPA | HUN | HUN | NÜR | NÜR | HOC | HOC | CAT | CAT | 57    | 12º  |
| 2018     | Tech 1 Racing | 8   | 23  | 4   | Rit | Rit | 7   | 15  | 11  | Rit | 15  | 11  | 16  | 10  | 6   | 5   | 8   | 8   | Rit | 6   | 12  | 57    | 12º  |
| 2019     | R-ace GP      | MNZ | MNZ | SIL | SIL | MON | MON | LEC | LEC | SPA | SPA | NÜR | NÜR | HUN | HUN | CAT | CAT | HOC | HOC | YMC | YMC | 255   | 3º   |
| 2019     | R-ace GP      | 20  | 1   | Rit | 2   | 2   | 1   | 4   | 2   | 9   | 6   | 3   | 4   | 2   | 2   | 2   | 5   | Rit | 1   | 4   | 6   | 255   | 3º   |

### Risultati completi Formula 3
(legenda) (Le gare in grassetto indicano la pole position) (Le gare in corsivo indicano Gpv)
| Stagione | Team           | 1    | 2    | 3    | 4    | 5   | 6   | 7    | 8    | 9    | 10   | 11  | 12  | 13  | 14  | 15  | 16  | 17  | 18  | 19  | 20  | 21  | Punti | Pos. |
| -------- | -------------- | ---- | ---- | ---- | ---- | --- | --- | ---- | ---- | ---- | ---- | --- | --- | --- | --- | --- | --- | --- | --- | --- | --- | --- | ----- | ---- |
| 2020     | ART Grand Prix | RBR1 | RBR1 | RBR2 | RBR2 | HUN | HUN | SIL1 | SIL1 | SIL2 | SIL2 | CAT | CAT | SPA | SPA | MNZ | MNZ | MUG | MUG |     |     |     | 59    | 11º  |
| 2020     | ART Grand Prix | 9    | 7    | Rit  | 20   | Rit | 7   | 10   | 6    | 13   | 14   | 11  | 12  | 4   | 4   | 20  | 3   | 7   | 10  |     |     |     | 59    | 11º  |
| 2021     | ART Grand Prix | CAT  | CAT  | CAT  | LEC  | LEC | LEC | RBR  | RBR  | RBR  | HUN  | HUN | HUN | SPA | SPA | SPA | ZAN | ZAN | ZAN | SOC | SOC | SOC | 107   | 6º   |
| 2021     | ART Grand Prix | 1    | Rit  | 11   | 1    | 7   | 8   | 14   | 25   | 4    | 6    | 4   | 6   | 19  | 8   | 3   | 24  | 14  | 3   | 22  | C   | 23  | 107   | 6º   |
| 2022     | MP Motorsport  | BHR  | BHR  | IMO  | IMO  | CAT | CAT | SIL  | SIL  | RBR  | RBR  | HUN | HUN | SPA | SPA | ZAN | ZAN | MNZ | MNZ |     |     |     | 76    | 9°   |
| 2022     | MP Motorsport  | 3    | 23   | 8    | 15   | 6   | 4   |      |      | 9    | 7    | 15  | 1   | 3   | 9   | 14  | 10  | 25  | 27  |     |     |     | 76    | 9°   |

* Stagione in corso.